# Взрыв у Дома Правительства Чечни
Взрыв у Дома Правительства в Грозном — террористический акт, совершённый чеченскими боевиками 27 декабря 2002 года.

## Подготовка теракта
Идея совершения данного террористического акта принадлежала Шамилю Басаеву. Осенью 2002 года он поручил осуществление этого теракта одному из полевых командиров чеченских боевиков Юсупу Садуеву, передав тому средства на его осуществление в размере 18 тысяч долларов США. Садуев подобрал исполнителей теракта — активного участника незаконных вооружённых формирований Тумриева, его несовершеннолетнюю дочь Володину, неизвестного по имени «Нур-Али» в качестве террористов-смертников, а также нескольких человек, которые должны были обеспечить проведение операции — Валида Сулейманова, Ахмеда Исмаилова, Юнуса Юсупова по другим источникам — Евнусова и других.

## 27 декабря 2002 года
В тот день члены бандформирования Садуева перевезли смертников к подготовленным к взрыву автомашинам «КамАЗ» и «УАЗ». В «КамАЗ» сел Тумриев с Володиной, а Нур-Али сел в УАЗ. Террористы поехали по направлению к комплексу правительственных зданий. В 14:28 с интервалом в пять секунд у Дома Правительства Чечни обе машины были взорваны, все находившиеся в них погибли на месте. В результате прогремевших взрывов 48 человек погибли непосредственно на месте взрыва, ещё 23 скончались впоследствии в больницах. 640 человек получили ранения различной степени тяжести. На некоторое время была парализована работа государственных структур Чеченской Республики. Общая сумма материального ущерба, нанесённого взрывами государству и пострадавшим, составила более чем 135 миллионов рублей. Взрыв Дома Правительства в Грозном стал одним из крупнейших успехов чеченских боевиков во время второй чеченской кампании.

## Расследование уголовного дела. Поимка террористов и суд над ними
Вскоре после теракта Шамиль Басаев публично взял на себя ответственность за его совершение. В 2003 году в ходе контртеррористической операции многие из сообщников террористов были уничтожены. Живыми из участников совершения теракта 27 декабря 2002 года были взяты лишь Сулейманов, Исмаилов и Юсупов. В ходе предварительного следствия их вина была полностью доказана, как к причастности к теракту, так и к ряду других преступлений, в том числе и особо тяжких. 3 июня 2004 года Верховный Суд Республики Чечня приговорил всех троих к пожизненному лишению свободы с отбыванием наказания в колонии особого режима.